# 董基升
董基升（？—？），清朝政治人物。

## 生平
道光年间任霞浦县知县，咸丰九年接替福增任龙岩州知州一职，咸丰十一年由范孟兰接任。